# Comunidades eclesiales de base
Se conoce como comunidades eclesiales de base (CEBs) a un nuevo modelo de «ser Iglesia», surgido en la década de 1960 en Brasil y difundido posteriormente por América Latina, de organización de grupos relativamente pequeños de personas que se reúnen para leer la Biblia y otros textos religiosos, reflexionar sobre los mismos y la realidad social y llevar adelante acciones caritativas y solidarias.
Impulsado por varias Iglesias, como la católica, la metodista, la presbiteriana y la luterana, este modelo está relacionado con las reformas religiosas impulsadas por el Concilio Vaticano II (1962-1965) y la II Conferencia General del Episcopado Latinoamericano realizada en Medellín en 1968, y ha sido considerado uno de los antecedentes de la teología de la liberación. Uno de los principales teóricos del movimiento es el ex sacerdote brasileño Leonardo Boff.
Tiene un fuerte carácter popular, con amplia presencia en las áreas más desfavorecidas económicamente, como las favelas en Brasil. La participación en las comunidades es abierta e igualitaria, sin distinciones de género ni raza.

## Antecedentes
Se considera que sus antecedentes fueron la experiência de catequesis popular en Barra do Piraí (1956), el Movimiento de la arquidiócesis de Natal y el Movimiento de Educación de Base.

## Principios
Las CEBs se conformaron como resultado de tres vertientes:
1. Renovación de la Iglesia local: se trata de dinamizar a la parroquia, superar el individualismo y el anonimato mediante la creación de grupos activos intraparroquiales o de cada congregación eclesial.
2. Estudio bíblico: los círculos bíblicos fueron precursores de las comunidades eclesiales. A partir de la II Conferencia General del Episcopado Latinoamericano de Medellín, grupos de oración y reflexión a la luz de la Biblia. En Brasil se destacó la contrición de Carlos Mesters para realizar una pedagogía popular de acceso a la Biblia.
3. Conciencia social: la experiencia de empobrecimiento y fragmentación, de opresión e impotencia individual, cede el lugar a un esfuerzo comunitario. Los pobres leen la Biblia en una situación de sufrimiento, de explotación económica y de dominación política. Y así, la perspectiva que caracteriza a las comunidades eclesiales de base es la articulación de lo que se lee en la Biblia, con lo que se vive en la sociedad. Es la ligazón entre palabra bíblica y realidad social sufrida por el pueblo.[5]

Como lo formuló la II Conferencia General del Episcopado Latinoamericano de Medellín, cada CEBs se asume como «la célula inicial de la estructuración eclesial» y como tal «conserva las características fundamentales que Cristo quiso dar a la comunidad eclesial». Por ello, la comunidad de base se percibe como esencial y totalmente ministerial, de acuerdo a los diferentes dones con los que el Espíritu enriquece a la comunidad y a cada integrante, ejerciendo ministerios diversos como el estudio bíblico, el testimonio personal y comunitario, el discernimiento, el servicio, la solidaridad, la evangelización, la misión, la concientización y la celebración. Redactado con ocasión de la V Conferencia General del Episcopado Latinoamericano y del Caribe en 2007, el «documento de Aparecida» señala que las CEBs «tienen la Palabra de Dios como fuente de su espiritualidad».
Las CEBs vinculan el compromiso cristiano con la opción por los pobres, la lucha por la justicia social y sus integrantes participan en la vida política asociadas a movimientos sociales y partidos políticos. 
Para la Conferencia Nacional de Obispos del Brasil, las comunidades eclesiales de base congregan a las personas pobres y sencillas de la zona rural y de la periferia de las ciudades, necesitan situarse ante los movimientos populares surgidos como instrumento de las luchas del pueblo por una sociedad más justa, lo cual conlleva, tanto establecer «lazos fraternos», como el «mantener claramente la distinción entre comunidades eclesiales de base y movimientos populares».
En el año 2000 existían cerca de 70 000 comunidades eclesiales de base en Brasil, según datos del Instituto de Estudios de la Religión (ISER) de Río de Janeiro, en las que participan aproximadamente 1,8 millones de personas.

## En España
En los años 1960 y 1970, los movimientos cristianos de base en España, inspirados en el modelo latinoamericano, se involucraron en la oposición a la dictadura franquista y en la Transición democrática. Entre las organizaciones más importantes de las que formaron parte sus miembros están la HOAC y la JOC.

## Postura delVaticano
El papa Francisco escribió en 2013 que las Comunidades de base «aportan un nuevo fervor evangelizador y una capacidad de diálogo con el mundo que renuevan la Iglesia» y por lo mismo es necesario que «no pierdan el contacto con esta realidad tan rica de la parroquia del lugar, y que se integren gustosamente en la pastoral orgánica de la Iglesia particular». Francisco ha enviado mensajes a los 13° y 14º Encuentros intereclesiales de las Comunidades eclesiales de base.